# .32 S&W
O cartucho 32 S&W, para revólveres, é uma munição introduzida pela empresa estado-unidense Smith & Wesson  em  1878 para o seu revólver modelo 1½. Em 1896 foi introduzido o calibre .32 Smith & Wesson Long para o novo revólver modelo Hand Ejector. O 32 S&W Long foi um aprimoramento do 32 S&W original, aumentando o comprimento do estojo de modo a conter mais pólvora.
Não deve ser confundido com o calibre .32 ACP, desenvolvido por John Browning em 1899 para alimentar pistolas mais conhecidas por 7,65 mm.

## História
Quando Theodore Roosevelt foi Comissário de Polícia de New York City, ele quis padronizar o uso do revólver Colt New Police. A munição então foi adotada por diversos departamentos de Polícia no nordeste dos EUA. O .32 S&W Long é conhecido pela sua precisão e isso fez com que Roosevelt o escolhesse como forma de aumentar a precisão dos policiais com seus revólveres na cidade de New York.

## Uso atual[quando?]

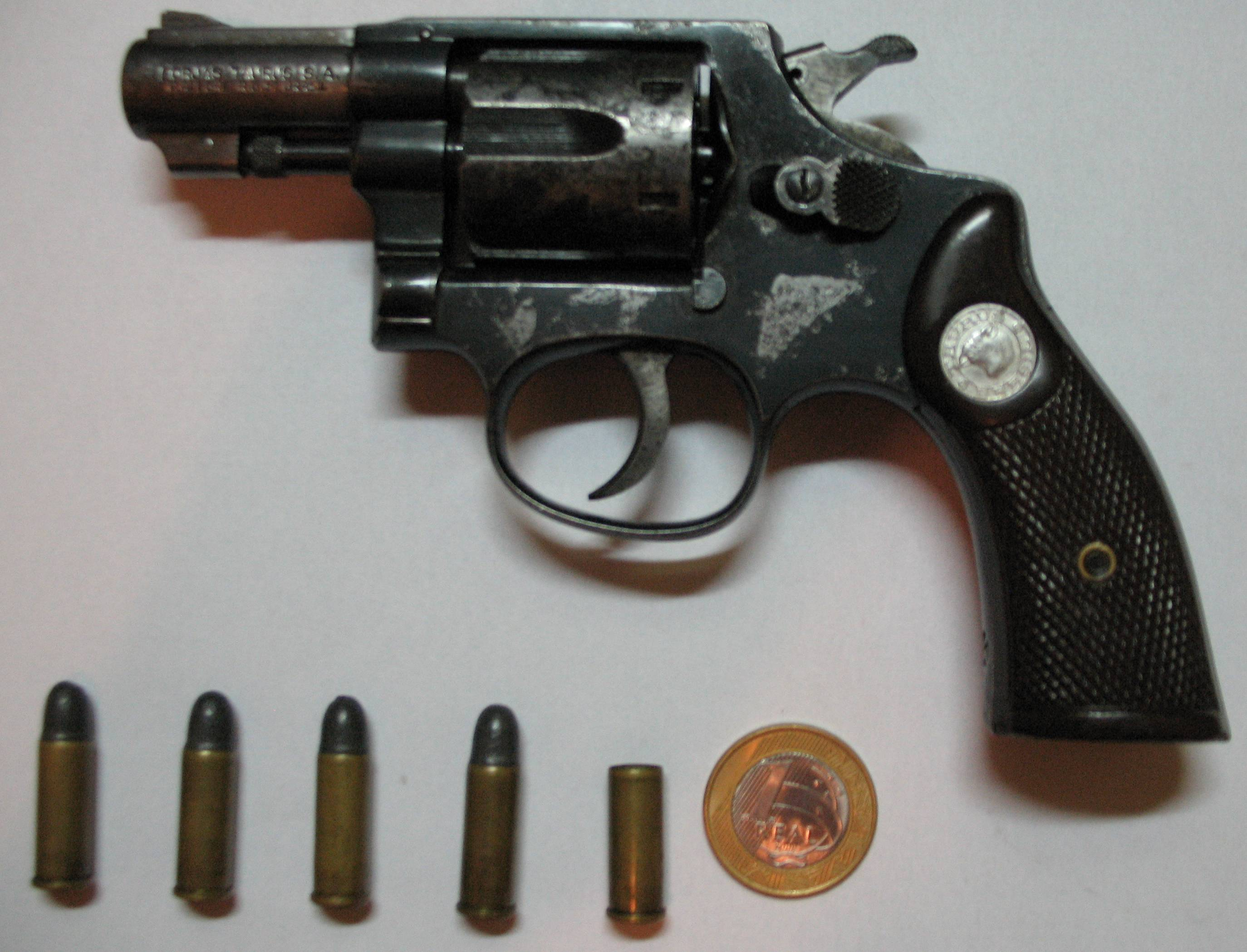
Revólver .32 S&W Long antigo produzido pelas Forjas Taurus

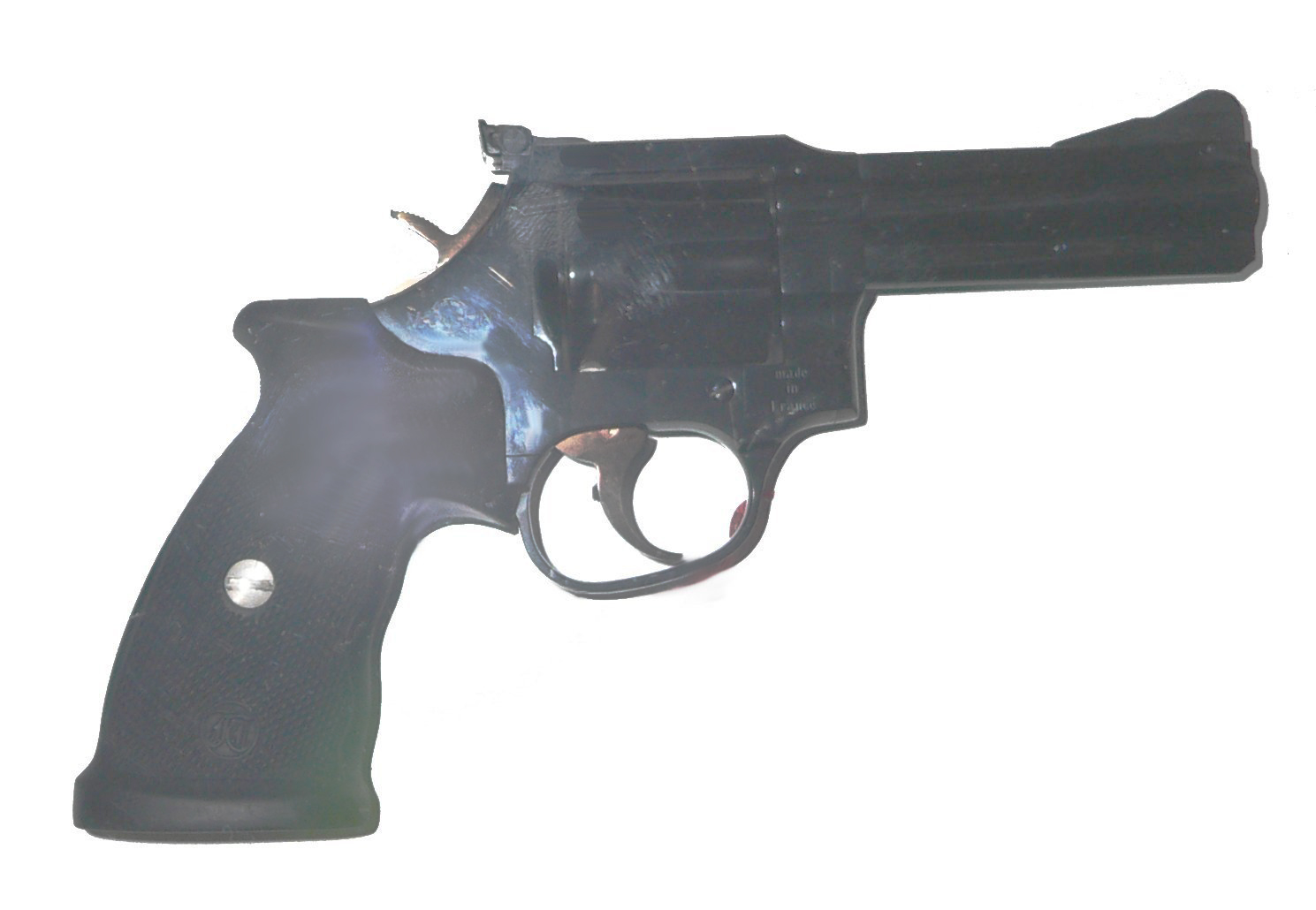
Manurhin MR-73

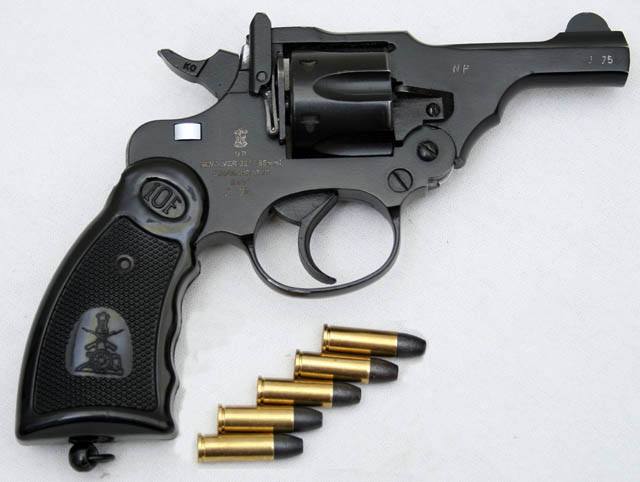
IOF .32

Em geral, este calibre é usado primariamente em revólveres mais antigos.
Ainda é popular entre competidores internacionais, utilizando pistolas de alto nível, fabricadas por empresas tais como Hämmerli, Benelli e Walther entre outras, porém só podem ser usadas com munição do tipo "wadcutter"(canto-vivo). A versão esportiva do revólver Manurhin MR 73 também é oferecida no calibre .32 S&W Long.
O revólver IOF .32 fabricado para o mercado civil indiano, é produzido neste calibre.

## Intercambialidade
O .32 S&W possui a mesma largura de aro e diâmetro do projétil que os calibres .32 S&W Long, .32 H&R Magnum e o .327 Magnum. Logo, pode ser disparado normalmente pelos revólveres mais poderosos. O contrário obviamente não é possível pois o comprimento total do estojo  desses calibres é maior, tanto pela maior capacidade de pólvora quanto intencionalmente para não destruir a arma disparando munição de potência superior a que foi fabricada para utilizar.
O .327 Magnum representa a última evolução da família .32 S&W que vem desde 1878, sendo seu desempenho comparável ao do 357 Magnum quando disparado por canos de 5 polegadas. Além disso, é capaz de disparar os .32 anteriores pois o desenvolvimento deste calibre se deu ao aumento do estojo e de sua carga de pólvora.